# Västersjön (Bollnäs socken, Hälsingland)
Västersjön är en sjö i Bollnäs kommun i Hälsingland och ingår i Ljusnans huvudavrinningsområde. Sjön har en area på 0,446 kvadratkilometer och ligger 87,3 meter över havet. Sjön avvattnas av vattendraget Växboån.

## Delavrinningsområde

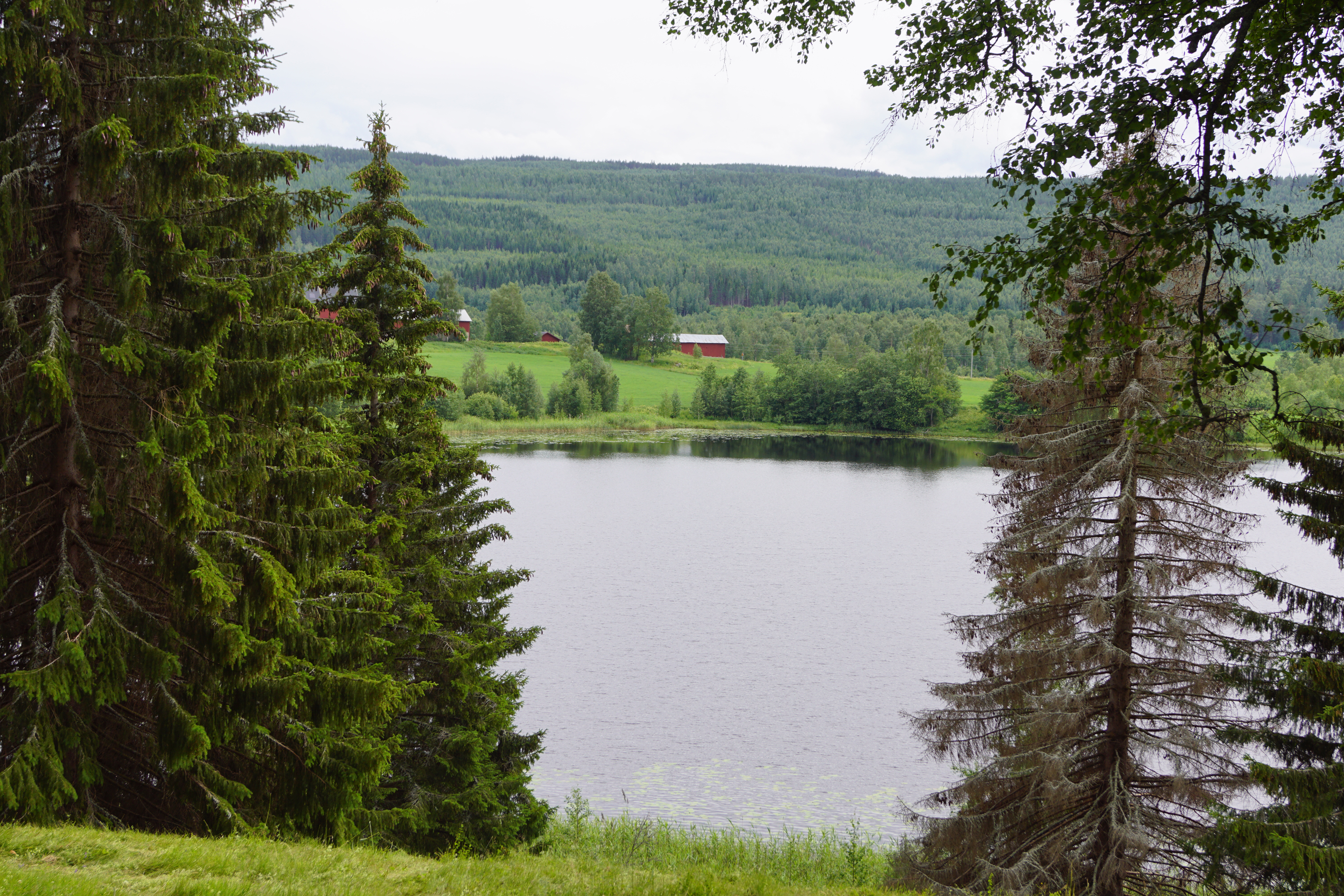
Västersjön juni 2016.

Västersjön ingår i det delavrinningsområde (681158-153801) som SMHI kallar för Utloppet av Västersjön. Medelhöjden är 149 meter över havet och ytan är 6,31 kvadratkilometer. Räknas de 5 avrinningsområdena uppströms in blir den ackumulerade arean 53,83 kvadratkilometer. Växboån som avvattnar avrinningsområdet har biflödesordning 2, vilket innebär att vattnet flödar genom totalt 2 vattendrag innan det når havet efter 60 kilometer. Avrinningsområdet består mestadels av skog (68 procent) och jordbruk (11 procent). Avrinningsområdet har 0,48 kvadratkilometer vattenytor vilket ger det en sjöprocent på 7,6 procent. Bebyggelsen i området täcker en yta av 0,16 kvadratkilometer eller 3 procent av avrinningsområdet.